# Zaułek (sielsowiet Psuja)
Zaułek – dawniej samodzielna wieś. Obecnie część Zaułka Ruskiego na Białorusi, w obwodzie witebskim, w rejonie głębockim, w sielsowiecie Psuja.

## Historia
W czasach zaborów wieś w powiecie dzisieńskim, w guberni wileńskiej Imperium Rosyjskiego.
W latach 1921–1945 wieś leżała w Polsce, w województwie wileńskim, w powiecie dziśnieńskim, w gminie Prozoroki.
Według Powszechnego Spisu Ludności z 1921 roku zamieszkiwały tu 134 osoby, 43 było wyznania rzymskokatolickiego a 91 prawosławnego. Jednocześnie 3 mieszkańców zadeklarowało polską, 131 białoruską przynależność narodową. Było tu 19 budynków mieszkalnych. W 1931 w 25 domach zamieszkiwało 149 osób.
Wierni należeli do parafii rzymskokatolickiej w Prozorokach i prawosławnej w Psuji. Miejscowość podlegała pod Sąd Grodzki w Głębokiem i Okręgowy w Wilnie; właściwy urząd pocztowy mieścił się w Prozorokach.
W wyniku napaści ZSRR na Polskę we wrześniu 1939 miejscowość znalazła się pod okupacją sowiecką. 2 listopada została włączona do Białoruskiej SRR. Od czerwca 1941 roku pod okupacją niemiecką. W 1944 miejscowość została ponownie zajęta przez wojska sowieckie i włączona do Białoruskiej SRR.
Od 1991 w składzie niepodległej Białorusi.